# United Nations Emergency Force
Die United Nations Emergency Force (UNEF) war eine bewaffnete Einsatztruppe der Vereinten Nationen (UN), die den Frieden zwischen Israel und Ägypten sichern sollte.

## UNEF I

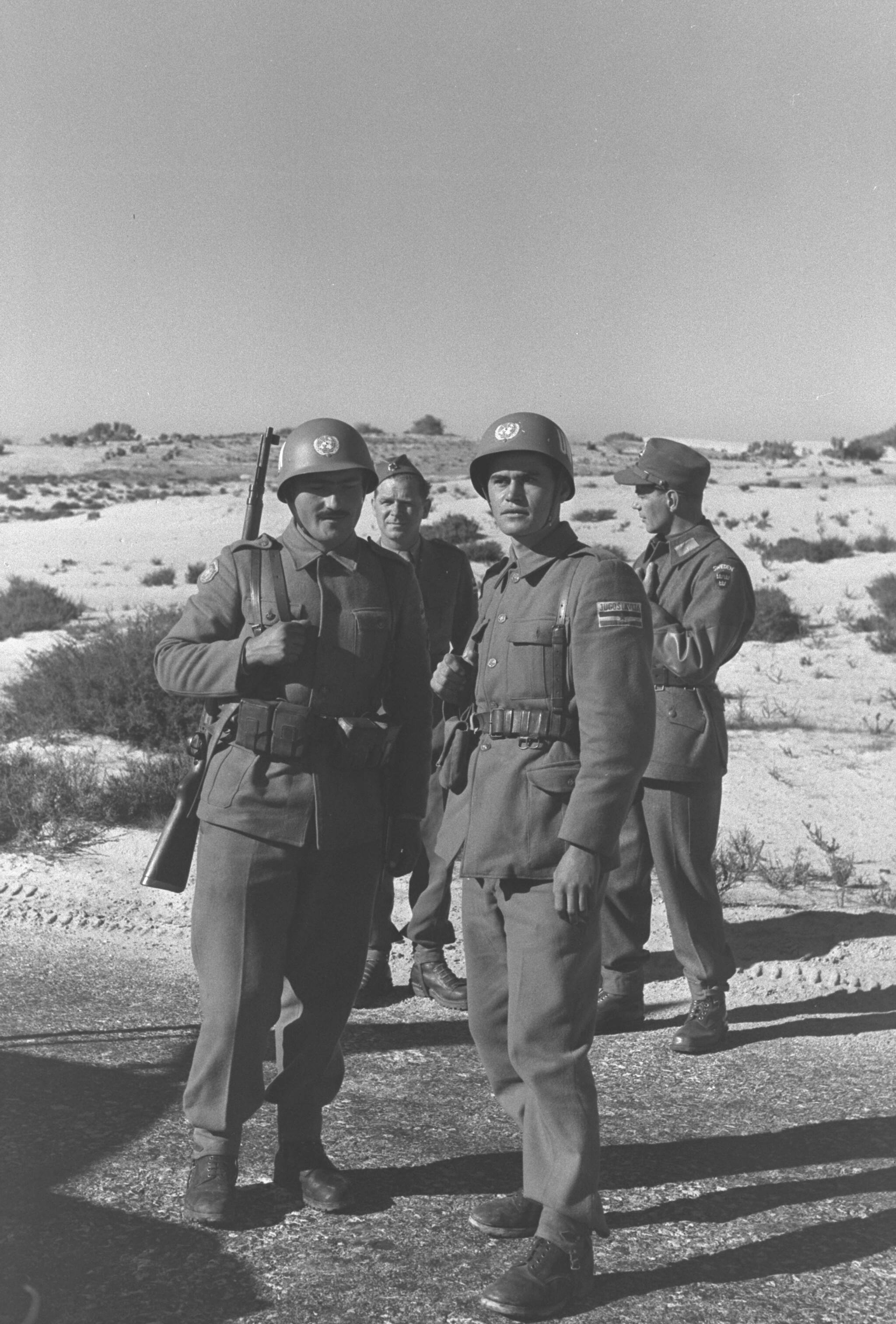
Jugoslawische Blauhelmsoldaten im Januar 1957

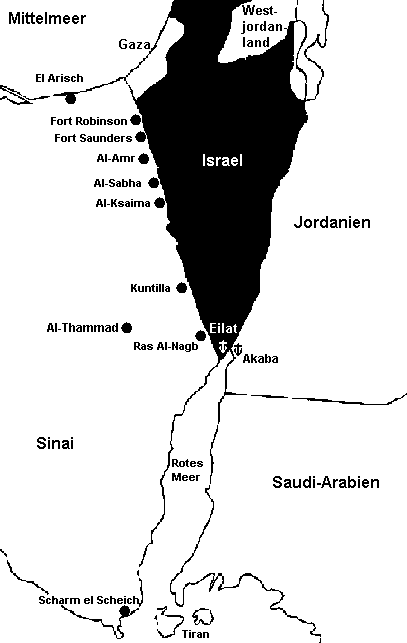
Stationierung der UNEF I-Truppen auf dem Sinai (Stationierungen im Gazastreifen auf dieser Karte nicht ersichtlich)

UNEF I war infolge der Suezkrise geschaffen worden und kam noch während des Abzugs der letzten französischen und britischen Soldaten aus Ägypten bis zum 22. Dezember 1956 zum Einsatz. Die maximale Truppenstärke von etwa 6.000 Soldaten wurde im Februar 1957 erreicht. Erster Oberbefehlshaber der Einheiten war der kanadische General E.L.M. Burns mit Hauptquartier in Gaza. UNEF I gilt als die erste Friedensmission der UN, an der bewaffnete Einheiten teilgenommen haben.
Am 17. Mai 1967 verlangte der ägyptische Präsident Nasser jedoch den Abzug der UNEF von der ägyptischen Sinaihalbinsel. Dem stimmte der damalige UNO-Generalsekretär Sithu U Thant ohne Widerspruch und ohne Rücksprache mit der israelischen Regierung oder Konsultierung des UN-Sicherheitsrates sofort zu, der Abzug der UNEF-Truppen begann bereits am 19. Mai. Später gelang es U Thant auch nicht, Israel davon zu überzeugen, die Truppen auf seinem Gebiet zu stationieren. Israel lehnte dies mit der Begründung ab, dass Ägypten und nicht Israel den bewaffneten Konflikt seit 1956 durch das Einsickern von Guerilleros aufrechterhalten habe. Außerdem könne man die Soldaten der UNEF schwerlich als „israelfreundlich“ bezeichnen. Ferner befürchtete man in Israel, die UNEF werde weniger den potentiellen ägyptischen Angriff aufhalten, als vielmehr die israelischen Reaktionsmöglichkeiten einschränken.
Eine Verhandlung der strittigen Angelegenheit vor dem Weltsicherheitsrat nach Artikel 88 der UN-Charta schloss U Thant aus, da angesichts der ausgesprochen gegensätzlichen Positionen der Vetomächte USA und Sowjetunion hier keine Einigung zu erzielen war. Am 22. Mai 1967 war eine Unterredung des UN-Generalsekretärs mit Nasser geplant; kurz vor der Ankunft U Thants in Kairo jedoch verkündete dieser die Schließung der Straße von Tiran. Im Zuge der anschließenden Kampfhandlungen wurden 15 Angehörige der UNEF, die noch auf ihre Repatriierung warteten, getötet. Am 13. Juni waren alle UN-Einheiten außer Landes, bis auf den indischen Kommandeur Generalmajor Indar Jit Rikhye und seinem Stab, die Ägypten am 17. Juni 1967 verließen.
Siehe auch: Sechstagekrieg.

## UNEF II
UNEF II war vom Oktober 1973 bis Juni 1979 tätig; im Februar 1974 wurde die maximale Truppenstärke von etwa 7.000 Soldaten erreicht. Das Hauptquartier wurde bis August 1974 in Kairo und danach bis Missionsende in Ismailia bezogen.
161 Soldaten verloren während der UNEF-Missionen ihr Leben, davon ca. 110 bei UNEF I und 51 bei UNEF II.

### Beteiligung des Bundesheeres
Das österreichische Bundesheer beteiligte sich vom 26. Oktober 1973 bis 2. Juni 1974 mit einem Kontingent in Bataillonsstärke von bis zu 602 Mann (720 Soldaten insgesamt) an dem Einsatz.
Das österreichische Kontingent wurde beginnend mit 4. Juni 1974 von der Pufferzone in Ägypten abgezogen und in der „Operation Concorde“ gemeinsam mit dem peruanischen Kontingent nach Syrien verlegt. Die Verlegung der über 500 Soldaten erfolgte im Landmarsch.
Beide Kontingente bildeten damit die Keimzelle der UNDOF Mission auf den Golanhöhen.

## Militärische Führung der UNEF-Missionen
- UNEF I
  - Generalleutnant Eedson Louis Millard Burns (Kanada) - November 1956 bis Dezember 1959
  - Generalleutnant P. S. Gyani (Indien) - Dezember 1959 bis Januar 1964
  - Generalmajor Carlos F. Paiva Chaves (Brasilien) - Januar 1964 bis August 1964
  - Oberst Lazar Musicki (Jugoslawien) - August 1964 bis Januar 1965
  - Generalmajor Syseno Sarmento (Brasilien) - Januar 1965 bis Januar 1966
  - Generalmajor Indar Jit Rikhye (Indien) - Januar 1966 bis Juni 1967

- UNEF II
  - Generalleutnant Ensio P. H. Siilasvuo (Finnland) - Oktober 1973 bis August 1975
  - Generalleutnant Bengt Liljestrand (Schweden) - August 1975 bis November 1976
  - Generalmajor Rais Abin (Indonesien) - Dezember 1976 bis September 1979